# Anomalia gravitatòria
L'anomalia gravitatòria és la diferència existent entre l'acceleració de la gravetat en un determinat indret d'un planeta (generalment un punt de la superfície) i la gravetat que es pot esperar basant-se en un determinat model de densitat planetària de referència. Una anomalia de gravetat positiva indica la presència d'un cos profund més dens del suposat en el model de referència. Mitjançant el modelatge numèric del camp gravitatori és possible determinar l'estructura interna dels planetes.
L'anomalia gravitatòria és mesurada per mitjà de mesures in situ o per satèl·lit. Sol presentar-se en forma de mapes i és expressada habitualment en unitats de mil·ligal (1mGal = 1e-5 m/s²). A més, se li solen aplicar certes correccions, com la d'Airy i Bouguer, que faciliten la interpretació de les dades.

## Tipus d'anomalies
- Anomalia d'aire lliure:

Correspon a la diferència entre el valor de gravetat observat i el valor de gravetat teòric corregit per l'altura del valor mesurat de g respecte a una superfície de referència (que pot ser el geoide mitjançant l'aplicació del gradient de gravetat normal). Numèricament s'expressa així:
{\displaystyle \Delta g_{AL}=g_{obs}-0.3086h}
On 0,3086 és el gradient de gravetat normal expressat en mGal/m i h és la cota del punt en què s'ha realitzat l'observació de la gravetat.
- Anomalia de Bouguer
- Anomalia isostàica